# Несвета
Несвета (енгл. The Unholy) амерички је хорор филм из 2021. године. Режију и сценарио потписује Еван Спилиотопулос, по роману Светилиште Џејмса Херберта. Главне улоге тумаче: Џефри Дин Морган, Кејти Аселтон, Вилијам Садлер, Диого Моргадо, Крикет Браун и Кери Елвес.
Приказиван је у биоскопима од 2. априла 2021. године у САД. Упркос томе што је добио негативне рецензије критичара, остварио је комерцијални успех, зарадивши преко 30 милиона долара у односу на буџет од 10 милиона долара.

## Радња
Филм прати осрамоћену новинарку (Морган) која открива низ наизглед божанских чуда у малом граду у Новој Енглеској и користи их да оживи своју каријеру, иако та „чуда” можда имају много мрачнији извор.

## Улоге
| Глумац           | Улога             |
| ---------------- | ----------------- |
| Џефри Дин Морган | Џери Фен          |
| Крикет Браун     | Алис Паџет        |
| Вилијам Садлер   | Вилијам Хејган    |
| Кејти Аселтон    | Натали Гејтс      |
| Кери Елвес       | епископ Гајлс     |
| Диого Моргадо    | монсињор Делгарде |
| Бејтс Вајлдер    | Гири              |
| Марина Мазепа    | Мери Елнор        |
| Кристина Адамс   | Моника Слејд      |
| Жисела Чипе      | Софија Волш       |
| Дастин Такер     | Ден Волш          |
| Дени Корбо       | Тоби Волш         |
| Сани Корбо       | Тоби Волш         |